# Théodore Hersart de la Villemarqué

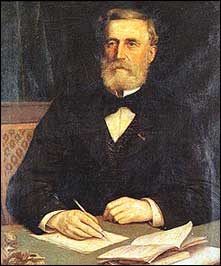
Théodore Hersart de la Villemarqué

Diougan Gwenc’hlan ("De voorspelling van Gwenc’hlan") uit Barzaz-Breiz

Théodore Hersart de la Villemarqué (Quimperlé, 6 juli 1815 - aldaar, 8 december 1895) was een Franse taalkundige die Bretonse liederen en gedichten optekende.

## Leven en werk
Hij was een zoon van Pierre Hersart de La Villemarqué, een lokaal edelman en politicus, en Ursule Feydeau de Vaugien. Hij bracht zijn jeugd door in Quimperlé en op het platteland van Nizon, in de geboortestreek van zijn moeder. Van haar leerde hij de liefde voor Bretonse liederen. Als vrije leerling volgde hij vanaf 1833 les aan de École des chartes in Parijs. In Parijs leerde hij Bretonse taalkundigen kennen als Auguste Brizeux en Jean-François Le Gonidec. Vanaf 1833 begon hij Bretonse liederen (gwerzioù) en gedichten uit de streek van Nizon en later grotere delen van Cornouaille te verzamelen en op te tekenen. In 1839 gaf hij deze teksten (Barzaz-Breiz) uit in eigen beheer. Het boek bevatte een honderdtal liederen in het Bretons, met hun muziek en een Franse vertaling. In 1845 volgde een tweede, reguliere uitgave die werd opgemerkt door zijn tijdgenoten. George Sand schatte deze liederen en gedichten hoger in dan de Ilias.
Hersart werd in 1858 verkozen als lid van de Académie des Inscriptions et des Belles-Lettres. Hij was ook geïnteresseerd in geschiedenis en archeologie en was actief bij de oprichting van de Société archéologique du Finistère.

## Archieven
De archieven, aantekenboekjes en de bibliotheek van Hersart de la Villemarqué werd in 2018 aangekocht door de Conseil départemental van Finistère.